# ملاسالمی
ملاسالمی روستایی از توابع بخش آبدان شهرستان دیر استان بوشهر در جنوب ایران.

## جمعیت
این روستا در دهستان آبدان قرار دارد و بر اساس سرشماری رسمی جمعیت آن ۷۱ نفر (۱۶ خانوار) است (آمار سال ۹۰) که در سال ۱۳۸۵ جمعیت آن ۱۰۳ نفر (۲۱ خانوار) بوده است.